# Aki Watano
Aki Watano (Amsterdam, 8 januari 1972) is een Nederlands journalist.
Ze groeide op in Amsterdam-Noord in het Plan van Gool. Vader heet Shigeru Watano en was grafisch ontwerper, die postuum nog een overzichtstentoonstelling kreeg in Stedelijk Museum Amsterdam; moeder was afkomstig uit Hiroshima.
Ze volgde daar de kleuterschool ('t Goudknopje) en lagere school (Basisschool Flevoschool; 1978-1984). Daarna volgde ook de middelbare school in Amsterdam-Noord (PC MAVO, 1984-1988) en daarop aansluitend de Christelijke HAVO-MEAO in Amsterdam-Zuid (1988-1990). Ze ging studeren aan de HES in Amsterdam, maar was daar in een jaar alwaar weg. Op aandringen van haar vader maakte ze haar eerste reis naar Japan. Dat mondde in 1993 uit in een studie Japanse taal en letterkunde aan Rijksuniversiteit Leiden (1993-1998).
Ze werd in 1990 redacteur bij Popfoto het latere Fancy; ze behield die functie tot 1998. in dat jaar werd chef redactie bij One; in 20023 stapte ze over naar dezelfde functie bij Celebrity. In 2007 was ze een van de oprichters van Grazia, alwaar ze twee jaar chef redactie en columnist zou zijn. In 2009 werd ze freelance journalist en leverde bijdragen aan allerlei bladen. 
In maart 2023 werd door uitgeverij Uitgeverij Brandt haar boek Boerenkool met stokjes uitgebracht. Ze beschrijft daarin over haar Japans zijn in Nederland, waarin ze refereert aan opmerkingen (uitlopend naar racisme) die ze tijdens haar leven kreeg en zelfacceptatie. 